# Nana del Ca Major
La galàxia Nana del Ca Major, en anglès Canis Major Dwarf Galaxy, es troba en la mateixa part del cel que la constel·lació Canis Major. La galàxia conté un percentatge relativament elevat d'estrelles gegants roges i s'estima que en total té 1.000 milions d'estrelles.
Aquesta galàxia està qualificada com una galàxia irregular i ara es considera que és la galàxia més propera a la Via Làctia, estant a uns 25.000 anys llum del nostre Sistema solar i a 42.000 anys llum del centre de la galàxia. Té una forma aproxímadament el·líptica i es creu que conté més estrelles que Nana El·líptica de Sagitari, la qual abans es pensava que era la més propera a la nostra ubicació dins la Via Làctia.
Aquesta galàxia va ser descoberta el novembre de l'any 2003 per un equip d'astrònoms internacional.

## Altres referències
- N. F. Martin, R. A. Ibata, M. Bellazzini, M. J. Irwin, G. F. Lewis, W. Dehnen, (February 2004). A dwarf galaxy remnant in Canis Major: the fossil of an in-plane accretion onto the Milky Way. Monthly Notices of the Royal Astronomical Society 348 (1) 12.
- Official press release announcing discovery (University of Strasbourg) Arxivat 2010-05-04 a Wayback Machine. (dead link)
- SEDS page on the Canis Major dwarf galaxy